# Bromsgrove
Bromsgrove è una cittadina di 87.837 (secondo il censimento del 2001) abitanti della contea del Worcestershire, in Inghilterra.

## Amministrazione

### Gemellaggi
- Gronau, Germania